# Guerrero persa

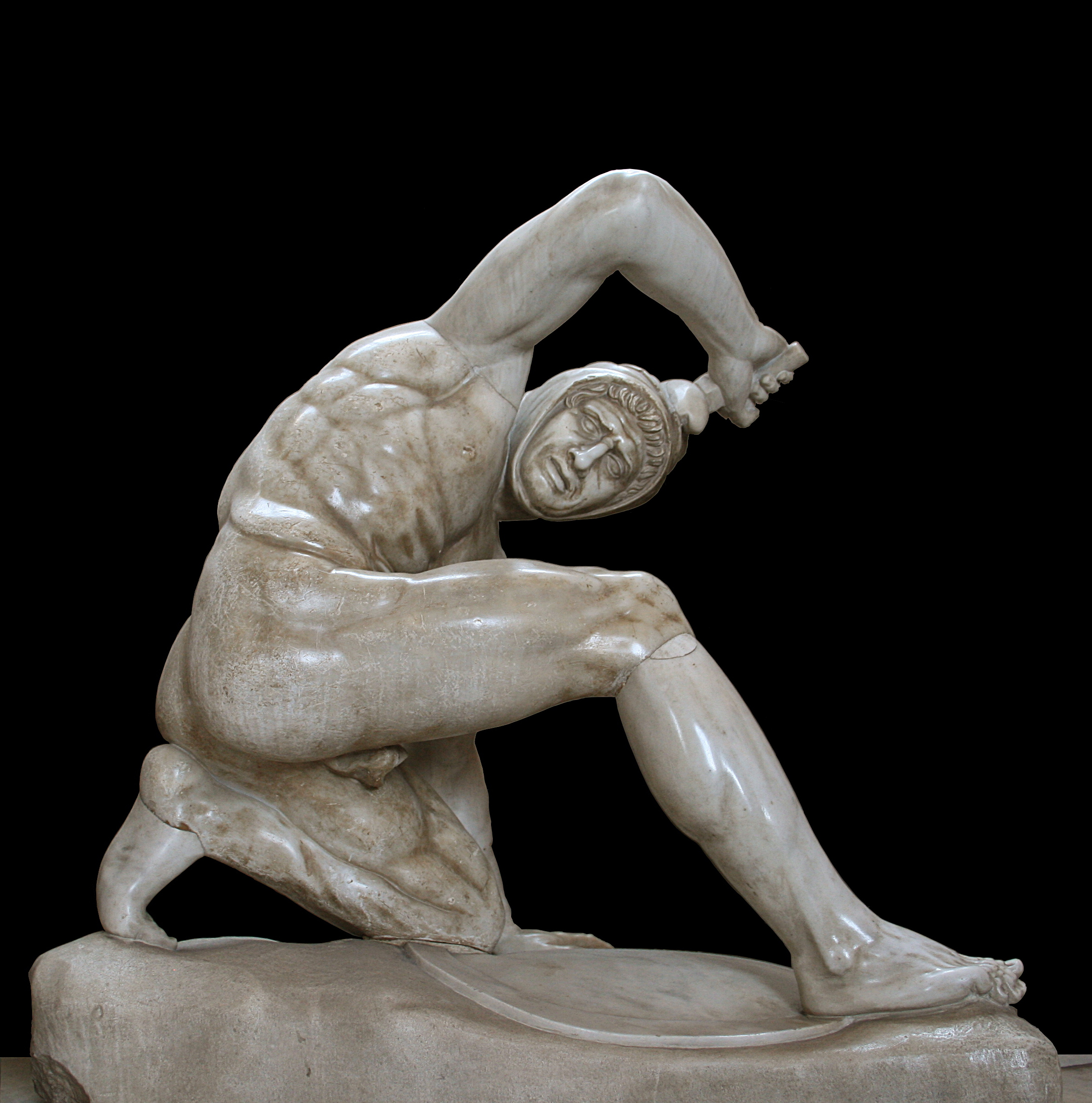
Guerrero persa, inv. 2794 de los Museos Vaticanos

El guerrero persa es una escultura que según los estudiosos es una copia romana de un modelo griego, se dice de que había cuatro modelos griegos en bronce, los cuales conmemoraban la victoria griega sobre los persas, el mayor enemigo del mundo griego desde sus orígenes.

## Historia
Se dice que la estatua fue hecha entre los años 110 y 120 d. C. Pero los modelos originales se desarrollaron entre los años 160 y 150 a. C. estos fueron tallados en honor a Atalo II de Pérgamo, y posteriormente la Acrópolis de Atenas junto con la ciudad de Pérgamo los acogieron con gran interés, ya que la obra era una auténtica revolución, aparte de servir como una especie de monumento conmemorativo para los griegos. La estatua se recuperó entre los años 1503 y 1512, restaurando también algunos modelos del Pequeño Donario, durante la construcción del Palacio Médici (actual Palacio Madama).
Actualmente la obra se encuentra en los Museos Vaticanos, más concretamente en el Museo Pío-Clementino.

## Descripción
El soldado permanece totalmente inquieto, la mirada de preocupación y tristeza tras el sabor de la derrota, que se combina con una ira que lo hace defenderse con su espada hace de esta obra una joya escultórica inigualable. El cuerpo del guerrero está totalmente desnudo, tan solo un gorro frigio lo acompaña en su batalla.